# Britanski tenkovi u Drugom svjetskom ratu
Tijekom Drugog svjetskog rata Velika Britanija je proizvodila sljedeće vrste tenkova:
- MarK VI laki tenk
- MarK VII Tetrarch
- Mark I (A9)
- Mark II (A10)
- Mark III ( A 13 )
- Mark IV ( A 13 )
- Mark V Covenanter
- Mark VI Crusader
- Mark VII Cavalier
- Mark VIII Cromwell
- Mark VII Comet
- Matilda I
- Matilda II
- Valentine
- Mark IV Churchill
- prototip "Black Prince".